# Club Deportivo Burela Fútbol Sala
El Club Deportivo Burela Fútbol Sala, conegut per motius de patrocini com Pescados Rubén Barela FS, és un club de futbol sala gallec de la ciutat de Burela, que juga a la Segona Divisió de la Lliga espanyola de futbol sala.
Juga els seus partits com a local al Municipal de Vista Alegre.
La temporada 2012/13 debutà a la Divisió d'Honor i la temporada 2013/14 jugà els playoffs pel títol com a setè classificat. La temporada 2016/17 va descendir de categoria.

## Trajectòria
- Temporades a Divisió d'Honor: 5
- Temporades a Divisió de Plata: 10
- Temporades a Primera Nacional A: 1